# Idévärlden (TV-program)
Idévärlden är en svensk populärvetenskaplig programserie vars två säsonger sändes i SVT första kvartalet 2017 respektive första kvartalet 2018. Programseriens idé är att en programgäst presenterar en tes som granskas av två opponenter, modererat av en programledare.

## Säsong 1 (2017)
Programledare för säsong 1 var Eric Schüldt.
| Del | Sändningsdatum   | Tes                                                          | Tesframläggare          | Opponenter                                 |
| --- | ---------------- | ------------------------------------------------------------ | ----------------------- | ------------------------------------------ |
| 1   | 15 januari 2017  | "Arbetssamhället gör oss till slavar"                        | Roland Paulsen          | Åsa Linderborg och Eva Uddén Sonnegård     |
| 2   | 22 januari 2017  | "Negativt tänkande gör världen bättre"                       | Ida Hallgren            | Johan Norberg och Martin Nyström           |
| 3   | 29 januari 2017  | "Den högre utbildningen i Sverige befinner sig i fritt fall" | Dick Harrison           | Gertrud Sandqvist och Lisa Folkmarson Käll |
| 4   | 5 februari 2017  | "Sekulariseringen är kristen"                                | Bengt Kristensson Uggla | Göran Greider och Eva Hamberg              |
| 5   | 12 februari 2017 | "Kapitalismen är ohållbar"                                   | Kajsa Ekis Ekman        | Mattias Svensson och Johanna Möllerström   |
| 6   | 19 februari 2017 | "Sverige är strukturellt rasistiskt"                         | Irene Molina            | Torbjörn Tännsjö och Amanda Sokolnicki     |
| 7   | 26 februari 2017 | "Det ska göra ont att leva"                                  | Fredrik Svenaeus        | Åsa Nilsonne och Per Magnus Johansson      |
| 8   | 5 mars 2017      | "Nationalismen är livsfarlig"                                | Sven-Eric Liedman       | Katarina Barrling och Lars Trägårdh        |

## Säsong 2 (2018)
Programledare för säsong 2 var Daniel Sjölin.
| Del | Sändningsdatum   | Tes                                                    | Tesframläggare     | Opponenter                              |
| --- | ---------------- | ------------------------------------------------------ | ------------------ | --------------------------------------- |
| 1   | 14 januari 2018  | "Sanningen har ingen agenda"                           | Åsa Wikforss       | Katarina Barrling och Lars Truedson     |
| 2   | 21 januari 2018  | "Artificiell intelligens – ett hot mot mänskligheten?" | Anders Sandberg    | Dorna Behdadi och Karim Jebari          |
| 3   | 28 januari 2018  | "En rättsstat ska inte hämnas"                         | Torbjörn Tännsjö   | Sofia Jeppsson och Thomas Ahlstrand     |
| 4   | 4 februari 2018  | "Hotet mot Upplysningen"                               | Lena Andersson     | Michael Azar och Elena Namli            |
| 5   | 11 februari 2018 | "Den goda ojämlikheten"                                | Andreas Bergh      | Per Molander och Katharina Berndt       |
| 6   | 18 februari 2018 | "Upp till kamp för männen"                             | Emma Leijnse       | Ebba Witt-Brattström och Marcus Priftis |
| 7   | 25 februari 2018 | "Normkritiken har invaderat museerna"                  | Ola Wong           | Clara Åhlvik och Qaisar Mahmood         |
| 8   | 4 mars 2018      | "Den gröna omställningen är en bluff"                  | Therese Uddenfeldt | Tomas Kåberger och Johan Kuylenstierna  |